# Affaire Somers
Pour un article plus général, voir USS Somers (1842).

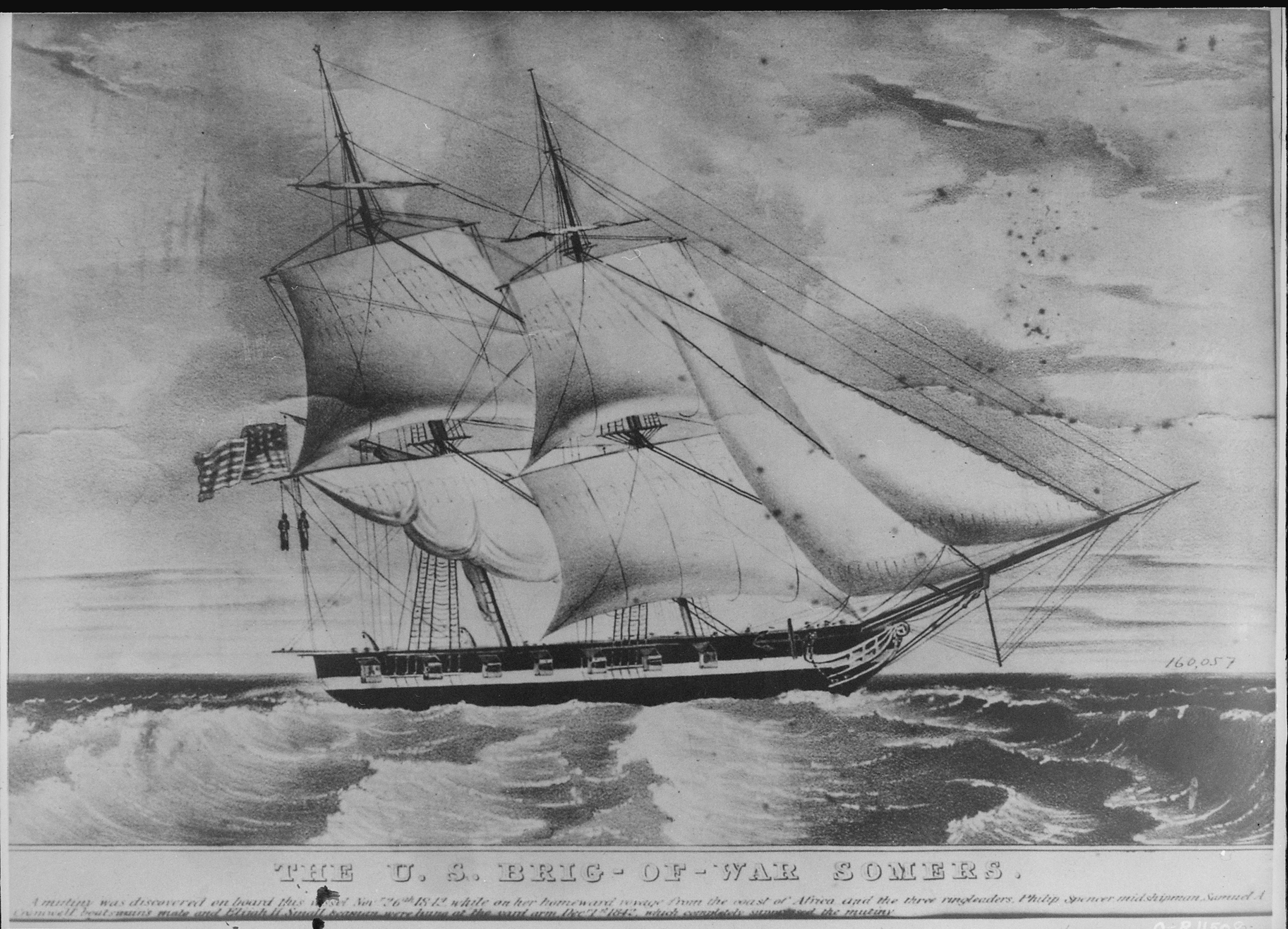
lithographie de l', publiée vers 1843, montre des mutins pendus sous le drapeau américain.

L’affaire Somers est la seule mutinerie ayant eu lieu au sein de l'United States Navy, sur un brick de guerre, l'USS Somers. Cette mutinerie présumée, réprimée par la pendaison de trois marins, reste contestée, les supposés mutins ayant prétendu « jouer aux pirates » et non réellement manigancer une révolte.

## Histoire
Le 25 novembre 1842, aux Antilles, le cadet Philip Spencer (en), fils du secrétaire à la Guerre John C. Spencer, explique à l'aide du commissaire de bord J.W. Wales qu'une mutinerie est organisée par une vingtaine de membres de l'équipage, ayant l'intention d'utiliser le navire pour pratiquer la piraterie autour de l'île des Pins. Le matelot Elisha Small (en) prend également part à la conversation ; Spencer menace de mort Wales si celui-ci dénonce son plan.
Le 26 novembre, Wales, faisant remonter l'information le long de la chaîne de commandement, avertit le commandant du navire, le capitaine Mackenzie ; le commissaire de bord et le first lieutenant, H.M. Heiskill et Guert Gansevoort (en) sont donc également informés. Le capitaine Mackenzie ne prend tout d'abord pas l'information très au sérieux, mais il charge le lieutenant Gansevoort de surveiller l'équipage et plus particulièrement Spencer pour obtenir une confirmation. Gansevoort apprend des autres membres de l'équipage que Spencer rencontre nuitamment et secrètement le matelot Small et le second du bosco Samuel Cromwell (en). Le soir même, le capitaine Mackenzie confronte Spencer au récit de Wales. Spencer ne nie pas que la conversation ait eu lieu, mais prétend qu'il s'agissait d'une blague ; il est alors mis aux arrêts, et aux fers sur le gaillard d'arrière. Des documents écrits en grec sont découverts lors de la fouille du casier de Spencer, et traduits par le midshipman Henry Rodgers.
Ce qu'il ressort des documents est que Philip Spencer est un membre fondateur de la Chi Psi, à l'Union College de Schenectady (New York), une fraternité qui a été créée en mai 1841. Spencer avait peut-être l'intention de créer un groupe similaire dans la Navy ; intéressé par les pirates et les boucaniers, il aurait pu utiliser le modèle démocratique de la piraterie pour les fondements de cette future communauté marine. Spencer semble avoir été insuffisamment formé, et dédaigne insensément l'autorité du capitaine.
La transcription obtenue est la suivante :

« Convaincus : P. Spencer, E. Andrews, D. McKinley, Wales
Incertains : Wilson (X), McKee (X), Warner, Green, Gedney, Van Veltzor, Sullivan, Godfrey, Gallia (X), Howard (X)
Ceux qui sont marqués d'un X pourront probablement été persuadés de nous rejoindre avant que le projet ne soit mis à exécution. Les autres nous rejoindront probablement après que la chose soit faite, et, si non, devront y être forcés. Si aucun de ceux listés ci-dessous ne souhaitent nous rejoindre après que la chose soit faite, nous choisiront les meilleurs et élimineront le reste.
Nolens Volens [contre leur gré ou non] : Sibley, Van Brunt, Blackwell, Clarke, Corney, Garratrantz, Strummond, Witmore, Waltham, Nevilles, Dickinson, Riley, Scott, Crawley, Rodman, Selsor, The Doctor
Barre : McKee
Cabine [du capitaine] : Spencer, Small, Wilson
Carré : Spencer
Entrepont : Spencer, Small, Wilson
Coffre d'armes : McKinley »

Le 27 novembre, un mât tombe, et endommage le gréement et la voilure ; le moment et les circonstances rendent l'événement suspect. Cromwell, l'homme le plus grand de l'équipage, est interrogé sur ses rencontres présumées avec Spencer. Il récuse ces accusations et désigne Small ; tous deux sont mis au fer avec Spencer.
Le 28 novembre, le valet du carré, Henry Waltham, est fouetté pour avoir volé le brandy de Spencer ; après la punition, le capitaine Mackenzie informe l'équipage d'un complot organisé par Spencer, prévoyant leur assassinat. Waltham est fouetté à nouveau le 29 novembre pour avoir proposé de voler trois bouteilles de vin à l'un des matelots de troisième classe. Le second du voilier, Charles A. Wilson, est repéré dans l'après-midi, tentant de se procurer une arme. Les matelots de seconde classe McKinley et de troisième classe Green manquent à l'appel du quart de minuit.
Le matin du 30 novembre, quatre autres hommes sont donc également mis aux fers : Wilson, McKinley, Green, et Alexander McKie, un ami de Cromwell. Le capitaine Mackenzie adresse une lettre à ses quatre officiers (le first lieutenant Gansevoort, le chirurgien adjoint breveté L.W. Leecock, le commissaire de bord Heiskill et le premier maître Perry) et aux trois plus anciens aspirants (Henry Rodgers, Egbert Thompson et Charles W. Hayes), demandant leur opinion quant à la meilleure façon de procéder. Les sept hommes convoquent dans le carré les membres de l'équipage pour les interroger un par un.
Le 1er décembre, les officiers déclarèrent qu'ils étaient « parvenus à un avis distancié, certain et unanime » que Spencer, Cromwell et Small étaient « coupables d'avoir tenter pleinement et résolument d'organiser une mutinerie », et recommandèrent que tous trois soient mis à mort, en dépit des déclarations de Spencer, qui clamait que les accusés « n'avaient fait que feindre la piraterie ». Les comploteurs sont pendus le même jour, et leurs corps sont envoyés par le fond. Certains ont noté que le capitaine aurait pu retarder le jugement, car le navire n'était qu'à treize jours de navigation du port d'attache. Face à ces critiques, le capitaine se justifia en parlant de la fatigue de ses officiers, de la petitesse du navire et des faiblesses d'une telle captivité.
Le Somers atteint Saint-Thomas le 5 décembre, et retourne à New York le 14 décembre. Le navire y reste le temps qu'un tribunal maritime enquête sur la mutinerie présumée et les exécutions qui en ont découlé. Mackenzie demande à être jugé par une cour martiale, et non lors d'un procès civil, ce que le tribunal lui accorde. La cour martiale l'exonère de tout manquement.

## Inspiration
Le premier lieutenant Guert Gansevoort était un cousin d'Herman Melville. Celui-ci, d'après les récits de son parent, écrivit le roman Billy Budd, marin, se passant sur une frégate de la Royal Navy, le personnage principal étant toutefois très différent de Philip Spencer.